# Friends Without Benefits
Friends Without Benefits (titulado Amigos sin beneficios en Hispanoamérica y Amigos sin derecho a roce en España) es el séptimo episodio de la undécima temporada de la serie de Comedia animada Padre de familia. Se estrenó originalmente el 9 de diciembre de 2012 en los Estados Unidos mediante FOX.

## Argumento
Mientras que en la cafetería con sus amigas Patty, Esther y Ruth, en la escuela, Meg confiesa su enamoramiento de un chico popular en la escuela, Kent Lastname. Esther le sugiere que pregunte a Kent salir, pero Meg confiesa que tiene miedo de ser rechazada.
Mientras tanto, a la mañana siguiente, Brian y Stewie leen el diario de Meg, lo que confirma su obsesión a largo plazo con el muchacho.
A medida que Meg camina por la calle, soñando con Kent, ella hace que el alcalde Adam West chocar contra un árbol, por lo que hace un intercambio con de trabajos con un pájaro. Ella se da cuenta de que no puede seguir adelante sin Kent, y con éxito le invita a salir.
Cuando llega a la casa de los Griffin, Kent demuestra ser particularmente amable con Chris. Al volver de la cita, Meg intenta besarle es ahí entonces cuando le revela que es Gay y que se siente atraído por su hermano, ocasionalmente Stewie escucha la conversación y cree que Kente está enamorado de él, pero en realidad está interesado en Chris.
En la mañana siguiente, Lois, Peter y Brian tratan de evitar a Meg con fin de que no les cuente su historia, pero Peter delata a Brian, quién forzada mente se queda a escuchar la historia de Meg. Entonces Brian opina que posiblemente Kent esta en momentos de confusión acerca de su sexualidad.
Al ver que Kent está interesado en Chris, ella le pide a Chris a dormir con Kent, y cuando él se niega, ella intenta drogar a Chris para que Kent tenga relaciones sexuales con él. Después ella le dice a Kente que Chris es Gay y que también desea tener relaciones con el, solo que es cerrado a su sexualidad, luego le da las instrucciones, le pide que entre por la ventana y que Chris "fingirá" estar dormido. Pero después de que Chris le muestra una foto de ellos hace años, ella decide no drogarlo. Pero olvida avisarle a Kent, y este se presenta en el cuarto de Chris, esperando que estuviera dormido, pero se da cuenta de que Chris es Heterosexual, ahí Meg se ve forzada a revelar el plan, los dos se enfurecen con Meg, Kent se va de la casa considerando a Meg una psicópata y con la intención de no volver a verla a ver nunca más, Stewie lo esperaba abajo en la sala, pero el lo ignora y se quita la idea de que está enamorado de él. Cuando Meg esta triste en su cama, Brian se acerca asegurando le que todo lo que se necesita es un borracho que la deje embarazada y negándose a someterse a un aborto, y ella ha atrapado a su compañero de por vida.